# Kahi Badi Forest Park
Der Kahi Badi Forest Park ist ein Waldgebiet im westafrikanischen Staat Gambia.

## Topographie
Das im Jahr 1954 ausgewiesene Gebiet mit 1485 Hektar liegt unmittelbar am Gambia-Fluss, in der Central River Region im Distrikt Nianija und zum kleinen Teil im Distrikt Niani. Das ungefähr 2,5 mal 6,4 Kilometer große Gebiet liegt in der Nähe der Insel Deer Island auf dem nördlichen Ufer des Flusses. Von Kuntaur liegt der Kahi Badi Forest Park ungefähr 20 Kilometer entfernt.
Das Waldgebiet liegt, genauso wie der zehn Kilometer östlich gelegene Nianimaru Forest Park, in einer Region, in der die zahlreichen senegambischen Steinkreise zu finden sind.